# Short Satellite
El Short S.4 Satellite fue un pequeño monoplano deportivo biplaza británico, producido en 1924 para participar en la competición de Aviones Ligeros Biplaza del Ministerio del Aire, el 27 de septiembre de ese año.

## Diseño
El diseño comenzó en julio, con sólo unas semanas disponibles antes de la competición, por lo que el fuselaje monocasco era de diseño convencional, con largueros de madera; sin embargo, las costillas eran de duraluminio, al igual que el plano de cola, los elevadores, el empenaje y el timón. Las alas en voladizo tenían una envergadura de 10,3 m y ellas, la cola y el fuselaje estaban recubiertos de tela. Inicialmente, el Satellite estaba equipado con un motor Bristol Cherub sin caja reductora, con el que alcanzaba una velocidad máxima de 110 km/h sin el pasajero.

## Historia operacional
Inicialmente, el avión fue equipado con un motor Bristol Cherub sin caja reductora en la competición de Aviones Ligeros Biplaza del Ministerio del Aire en Lympne en 1924, donde el Satellite fue pilotado por el piloto de pruebas jefe de la compañía, J. Lankester Parker. El motor no daba la potencia suficiente para volar con un pasajero, por lo que el Satellite, al igual que nueve de los otros 18 participantes, no cumplió los criterios de éxito del concurso. Se le equipó con una versión afinada del Cherub en una semana, y el 4 de octubre participó en la carrera de la Copa Grosvenor, completando el recorrido y terminando en séptimo lugar. Más tarde se le instaló un Cherub II con caja reductora y luego un ABC Motors Scorpion Mk. II, los cuales mejoraron enormemente su rendimiento. Como resultado del violento aleteo experimentado a 140 km/h, la envergadura se redujo en 61 cm; esto resolvió el problema y no se experimentó ningún aleteo incluso en picados de hasta 193 km/h.
A veces se hacía una referencia irreverente al Satellite como "Parker's Tin Kettle" (Pava de Hojalata de Parker) porque el piloto volaba el avión frecuentemente.

## Especificaciones
Referencia datos: Barnes and James

### Características generales
- Tripulación: Uno (piloto)
- Capacidad: Un pasajero
- Longitud: 7,2 m (23,8 ft)
- Envergadura: 10,3 m (33,8 ft)
- Superficie alar: 15,6 m² (167,9 ft²)
- Peso vacío: 290 kg (639,2 lb)
- Peso cargado: 481 kg (1060,1 lb)
- Planta motriz: 1× motor bóxer de dos cilindros refrigerado por aire Bristol Cherub.
  - Potencia: 25 kW (34 HP; 34 CV)
- Hélices: Bipala de paso fijo

## Aeronaves relacionadas

### Secuencias de designación
- Secuencia S._ (interna de Short, posterior a 1921): S.1 - S.2 - S.3 - S.4 - S.5 - S.6 - S.7 →